# Championnat national des bagadoù 2010
 (avril 2012).
Le championnat national des bagadoù 2010 est la 61e édition de ces rencontres annuelles de musique bretonne. La fédération Bodadeg ar Sonerion organise tous les ans depuis 1949 un championnat regroupant les bagadoù adhérents à la fédération. Cette édition a commencé le 14 février 2010, à Brest, par la première manche du championnat de première catégorie et s'est terminée le 7 août 2012, à Lorient, lors du festival interceltique de Lorient.

## Préparation de la compétition

### Épreuve d'août à Lorient

Répartition des différents terroirs pour 2010 :
Première catégorie
Seconde et quatrième catégories
Troisième catégorie

La Kevrenn Alre ne participe pas au concours de Lorient en 2010, car elle préfère s'investir dans la création du spectacle (Imoër) de son 60e anniversaire qui aura lieu l'année suivante, en 2011. L'anticipation de ce spectacle lors de l'été 2010 lui permettra de participer aux deux manches du concours de 2011. Un journaliste de Ouest-France qui avait interviewé le groupe sur sa non-participation au concours d'été, soulève l'hypothèse que la préparation de ce spectacle tombe particulièrement à pic, étant donné que le groupe, en ne se classant que cinquième au concours de printemps, ne pouvait par conséquent obtenir le titre du championnat. Le président du groupe avait alors réfuté cet argument dénonçant de la "bouderie".
Le Bagad Beuzec Ar C'hab ne participe pas au concours d'été, en raison de la date qui tombe en même temps que la 49e édition de La fête des Bruyères auquel il souhaitait participer. Cependant en se classant avant-dernier au concours de printemps, le bagad est obligé par le règlement du concours de se présenter au concours d'été s'il ne souhaite pas être automatiquement relégué dans la catégorie inférieure. Ainsi le bagad, conformément à ce nouveau règlement, a sollicité une dérogation exceptionnelle au Comité Directeur de Bodadeg Ar Sonerion pour ne pas participer à la seconde manche du championnat des bagadoù. Mais la demande n'a pas été acceptée. Et les conséquences ont été lourdes pour le bagad qui, en ne participant pas au concours, s'est vu classé dernier du concours et n'a donc pu éviter le déclassement.

## Synthèse des résultats

### Résultats de première catégorie
Les résultats sont les suivants :
|      | Groupe                    | Classement 2009 | Concours de printemps | Concours de printemps | Concours de printemps | Concours d'été | Concours d'été | Concours d'été | Moyenne générale | Classement final |
| ---- | ------------------------- | --------------- | --------------------- | --------------------- | --------------------- | -------------- | -------------- | -------------- | ---------------- | ---------------- |
| Note | Groupe                    | Classement 2009 | Pénalité              | Rang                  | Note                  | Pénalité       | Rang           |                | Moyenne générale | Classement final |
| 1    | Bagad Cap Caval           | 1               | 16.74                 | -                     | 1                     | 16.74          | -              | 1              | 17.17            | 1                |
| 2    | Bagad Kemper              | NC              | 16.65                 | -                     | 2                     | 17.15          | -              | 2              | 16.90            | 2                |
| 3    | Bagad Bro Kemperle        | 4               | 16.37                 | -                     | 3                     | 15.86          | -              | 4              | 16.12            | 3                |
| 4    | Bagad Brieg               | 3               | 15.22                 | -                     | 4                     | 16.41          | -              | 3              | 15.82            | 4                |
| 5    | Bagad Roñsed-Mor          | -               | 14.26                 | -                     | 8                     | 16.61          | -              | 6              | 14.94            | 5                |
| 6    | Bagad Melinerion          | -               | 14.15                 | -                     | 9                     | 15.65          | -              | 5              | 14.90            | 6                |
| 7    | Bagad Quic-en-Groigne     | -               | 14.65                 | -                     | 6                     | 14.64          | -              | 7              | 14.66            | 7                |
| 8    | Bagad ar Meilhoù Glaz     | -               | 14.56                 | -                     | 7                     | 14.30          | -              | 8              | 14.43            | 8                |
| 9    | Kerlenn Pondi             | -               | 13.95                 | -                     | 10                    | 14.05          | -              | 9              | 14.00            | 9                |
| 10   | Bagad Sonerien Bro Dreger | 5               | 13.00                 | -                     | 12                    | 13.85          | -              | 10             | 13.11            | 11               |
| 11   | Bagad Penhars             | -               | 13.55                 | -                     | 11                    | 12.66          | -              | 12             | 13.43            | 10               |
| 12   | Bagad Saint-Nazaire       | 6               | 12.37                 | -                     | 13                    | 13.73          | -              | 11             | 13.05            | 12               |
| 13   | Bagad Gwengamp            | -               | 11.85                 | -                     | 15                    | 11.32          | -              | 13             | 11.59            | 13               |
| NC   | Kevrenn Alré              | 2               | 15.01                 | -                     | 5                     | -              | -              | NC             | -                | NC               |
| NC   | Bagad Beuzeg ar C'hab     | -               | 12.09                 | -                     | 14                    | -              | -              | NC             | -                | NC               |